# Zachovávat dekorum
Zachovávat dekorum (v anglickém originále Keeping Up Appearances) je britský televizní sitcom, který vytvořil a napsal Roy Clarke. Celkem 44 dílů seriálu v pěti řadách premiérově uvedla televizní stanice BBC1 v letech 1990 až 1995, čtyři díly byly vánočními speciály. Všechny díly také byly vydány na DVD.
Ústřední postavou příběhu je excentrická a snobská paní z nižší střední třídy, Hyacinth Bucketová (Patricia Routledge), která trvá na tom, že se její příjmení Bucket (v překladu „kbelík“) má vyslovovat francouzsky „Bouquet“ (v překladu „kytice“). Neustále se pokouší prokazovat svoji společenskou nadřazenost a začlenit se do společnosti těch, jež považuje za vyšší třídu. Jejím snahám však brání širší rodina z nižší třídy, před kterou se zoufale snaží skrývat. Většina humorných situací vychází z konfliktu mezi její vizí sebe sama a realitou jejího sociálního zázemí.
Seriál dosáhl v Británii značného úspěchu a měl i značnou sledovanost v USA, Kanadě, Austrálii, Dánsku, Finsku, Švédsku, Irsku, Belgii a Nizozemsku. K únoru 2016 byla jeho licence prodána k zahraničnímu vysílání téměř tisíckrát, což z něj činí nejexportovanější televizní program BBC Worldwide. V roce 2004 se umístil na 12. místě v anketě BBC o nejlepší britský sitcom (Britain's Best Sitcom) a v anketě televizní stanice Channel 4 o nejlepší televizní komediální postavy (100 Greatest TV Characters) v roce 2001 obsadila Hyacinth Bucketová 52. příčku.
V září 2016 odvysílala BBC1 30minutový prequel pod názvem Young Hyacinth, v němž herečka Kerry Howard ztvárnila 19letou Hyacinth Waltonovou, která pracuje jako služebná v Británii 50. let 20. století.